# Gacha de sémola
Las gachas de sémola o budín de sémola es un budín tipo papilla hecho de sémola, que se cocina con leche, o una mezcla de leche y agua, o simplemente agua. A menudo se sirve con azúcar, cacao en polvo, canela, pasas, fruta o jarabe. También se puede hacer una consistencia similar al arroz con leche usando más sémola y horneando, en lugar de hervir.
Las gachas de sémola se ha comido en Europa desde la época romana.  El libro de recetas de Apicius (fechado aproximadamente en el siglo IV d. C.) describe una papilla de sémola hecha de farina mezclada con almendras, pasas y vino de pasas.
Las gachas de sémola también está a la venta instantáneo (en polvo) o preparado comida preparada. Crema, vainilla, fruta, especias o saborizante artificial se suele añadir. Algunos de estos productos deben prepararse con leche o agua.  Si solo se necesita agua, entonces la leche en polvo es un ingrediente de la comida preparada.

## República Checa, Eslovaquia, Austria

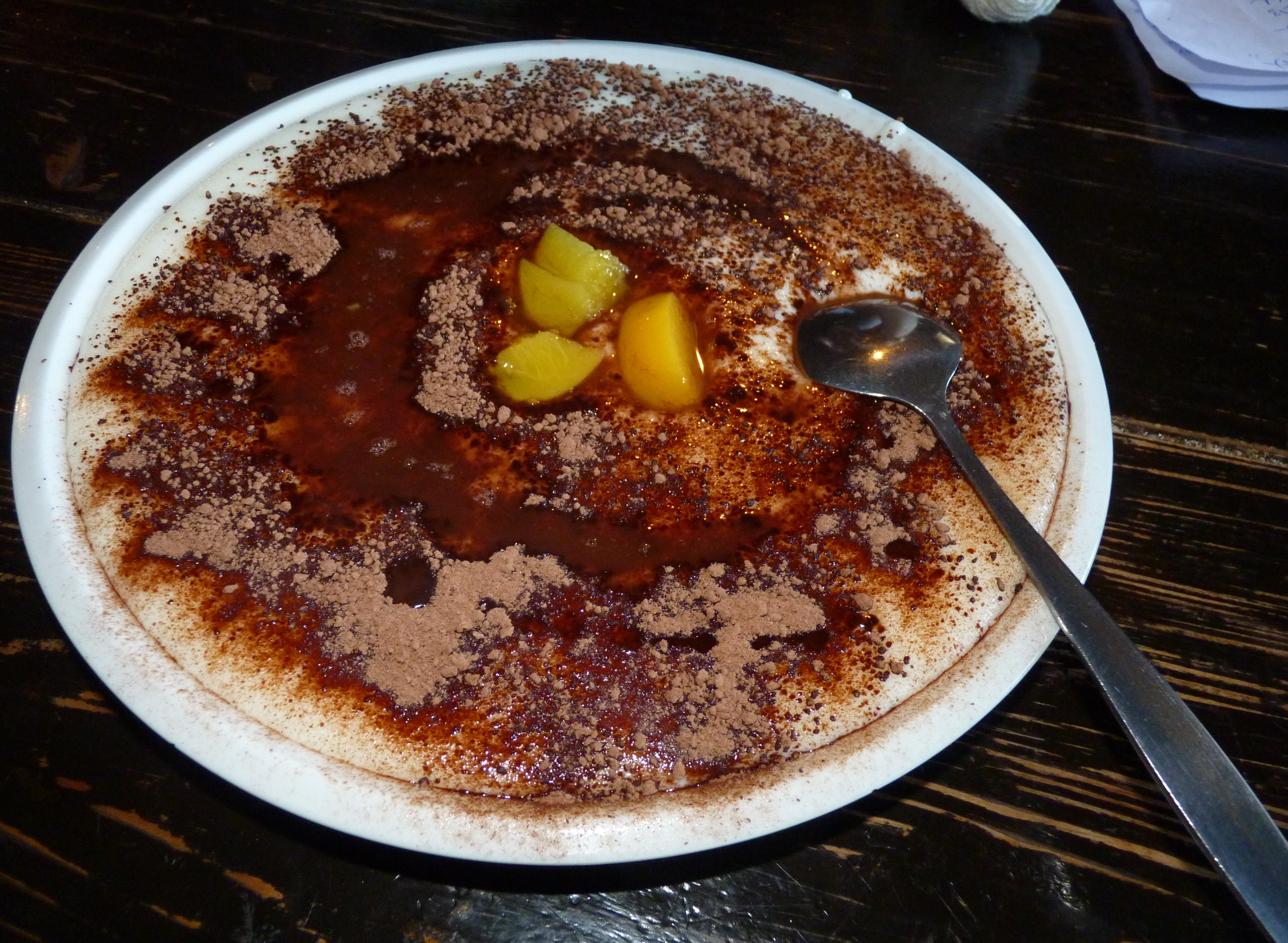
Las gachas de sémola con cacao y mantequilla

Los checos lo llaman en checo: krupičná kaše o en checo: krupicová kaše, los eslovacos en eslovaco: krupicová kaša, los austriacos en alemán: Grießkoch.  Se sirve tibio, espolvoreado con cacao y azúcar, y rociado con mantequilla derretida. A veces se pueden utilizar otras variaciones y sabores, como canela, miel, chocolate rallado, tuzemák, etc.

## Rumania
En Rumanía se llama en rumano: griș cu lapte. Mermelada, fruta confitada, canela y raisins se pueden agregar.  Una vez cocinada, la preparación se vierte en un molde para pasteles. Se sirve caliente  o frío. La palabra griș puede provenir del alemán en alemán: Grieß similar al inglés grit.

## Hungría
Los húngaros llaman a este plato en húngaro: tejbegríz o tejbedara, que significa "sémola en la leche".  Por lo general, se cocina con una cantidad generosa de azúcar, un poco de mantequilla y una pizca de sal. Se sirve tibio, solo o espolvoreado con cacao en polvo, azúcar de canela, a veces con frutas frescas o enlatadas, mermelada, vainilla, trocitos de choco; las adiciones modernas incluyen helado, crema batida, azúcar moreno, jarabe de arce, fruta confitada, granola, semillas de calabaza, etc.  comercializado bajo el nombre grízpuding (traducción especular de budín de sémola).

## Lituania
En Lituania, este plato se llama en lituano: manų košė. Por lo general, se cocina en una mezcla de agua, leche y azúcar, y siempre se sirve caliente, con una capa de canela y azúcar o, a veces, mermelada.[cita requerida]

## Siria
Este plato es bien conocido en Damasco y Alepo (así como en otras partes de Siria) como Mamonia. Se prepara agregando sémola tostada con mantequilla en agua hirviendo que se mezcla con azúcar y, a veces, con trozos de canela. Luego se sirve con una variedad de aderezos que incluyen, entre otros, queso blanco, canela en polvo y pistacho.